# الرسائل الرعوية

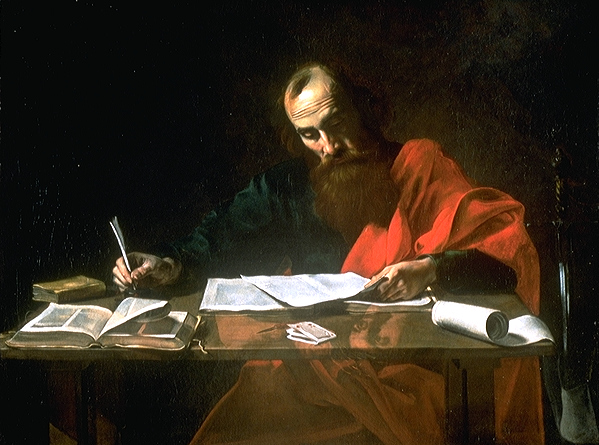

الرسائل الرعوية الثلاث في العهد الجديد القانوني تشمل الرسالتين إلى تيموثاوس (الأولى والثانية) والرسالة إلى تيطس. تناقش هذه الرسائل عادة كمجموعة، وأحيانا مع الرسالة إلى فليمون. سميت بالرعوية لأنها رسائل موجهة إلى أشخاص محددين وليس إلى كنيسة كاملة أو مجموعة كنائس كرسائل أخرى. يشير العلماء إلى المؤلف المجهول باسم "the pastor" (الراعي).

## المؤلف
كتبت الرسائل باسم بولس ونسبت تقليديا له. إلا أنه منذ سنة 1700، يرى الخبراء هذه الرسائل على نحو متزايد أنها من تأليف شخص آخر بعد وفاة بولس.

### وجهة النظر التقليدية: بولس
بين الآباء الرسوليين، «يمكن عمل حجة قوية بخصوص استخدام إغناطيوس لـ... 1 و2 تيموثاوس». وبالمثل بالنسبة لبوليكاربوس. ينسب المؤلف المجهول للوثيقة الموراتورية الرسائل الرعوية لبولس، مع استبعاد الآخرين، على سبيل المثال الرسالة إلى Laodiceans. أوريجانوس يشير إلى «أربعة عشر رسالة لبولس» دون تسمية تيموثاوس أو تيطس على وجه التحديد. ومع ذلك فإنه من المعتقد أن أوريجانوس كتب تعليق على الأقل على الرسالة إلى تيطس.
يجد علماء الكتاب المقدس الذين ينسبون الرسائل لبولس مثل مايكل ليكونا أو راي فان نيست وضعهم مناسبا في حياته وعمله ويرون الفوارق اللغوية باعتبارها مكملة للاختلافات بين المتلقين. جونسون يؤكد على استحالة إثبات أصالة الرسائل الرعوية.

### الرأي الناقد: رفض النسب لبولس
على أساس اللغة، المحتوى، وغيرها من العوامل، الرسائل الرعوية هي اليوم تعتبر على نطاق واسع أنها لم تكن مكتوبة من قبل بولس، ولكن بعد وفاته. (الرسالة الثانية إلى تيموثاوس، مع ذلك، في بعض الأحيان يعتقد أنها أكثر احتمالا من الاثنين الآخرين أن تكون قد كتبها بولس.) بداية مع فريدريش شليرماخر في رسالة نشرت في عام 1807، يفشل نقاد وباحثو الكتاب المقدس في التوصل إلى أن المفردات الأدبية والنمط مماثلين لرسائل بولس الأصلية التي لا شك فيها، وفشلوا في مواءمة موقف حياة بولس في الرسائل مع حياة بولس في سيرته المعاد بناؤها، ويحدد النقاد وجود مبادئ الكنيسة المسيحية الصاعدة بدلا من وجود ملامح الجيل الرسولي لبولس.
وبالمثل، فإن علماء الكتاب المقدس منذ شليرماخر في عام 1807 قد لاحظوا أن الرسائل الرعوية يبدو أنها تجادل ضد غنوصية أكثر تطورا عما كانت عليه في زمن بولس.
وفي تفسير أكسفورد للكتاب المقدس: «في حين أن عدد قليل وآخذ في التقلص من العلماء لا يزال يقول بنسبة الرسائل لبولس فالغالبية يرون أن القيمة المتواضعة للكاتب وإعجابه ببولس يثبت كتابته تحت اسم مستعار».